# Козлов, Владимир Леонидович
Владимир Леонидович Козлов  (родился 8 февраля 1956 г. в Минске) — советский белорусский физик, инженер, изобретатель, преподаватель высшей школы. Доктор технических наук, доцент. Профессор кафедры квантовой радиофизики и оптоэлектроники.  Научные интересы:  лазерная диагностика,  лазерная дальнометрия,  измерительные системы на двухволновых лазерах. Имеет более 350 научных и научно-методических работ, в том числе 70 авторских свидетельств и патентов на изобретения.

## Биография
Родился 8 февраля 1956 г. в Минске. В 1973 г. окончил среднюю школу № 51 г. Минска. С 1973 г. по 1978 г. - студент факультета радиофизики и электроники Белорусского государственного университета (БГУ). В 1978 – 1981 гг. – инженер Минского научно-исследовательского приборостроительного института (МНИПИ). С 1981г. – младший, старший, ведущий научный сотрудник кафедры квантовой радиофизики БГУ. В 1997 г. защитил кандидатскую диссертацию на тему: «Разработка методов повышения точностных характеристик ОЛС высокого пространственно-временного разрешения». С 1998 г. - доцент кафедры квантовой радиофизики и оптоэлектроники БГУ. В 2013 г. защитил докторскую диссертацию на тему: «Двухдиапазонные оптико-электронные измерительные и диагностические методы и системы активного и пассивного типа» (ученая степень доктора технических наук присуждена 5 февраля 2014 г.). С 2014 г. - профессор кафедры квантовой радиофизики и оптоэлектроники БГУ.

## Преподаваемые дисциплины
- Электроника и лазеры в медицине
- Оптические информационные технологии
- Оптоэлектронные датчики
- Системы полупроводниковой квантовой электроники
- Датчики в медицинских системах

## Патенты
1. Устройство сравнения цифровых изображений оттисков печатей и штампов для криминалистических экспертиз
2. Способ определения дальности до объекта
3. Способ определения расстояния до объекта посредством цифровой фотокамеры
4. Индукционный дефектоскоп
5. Способ определения дальности до движущегося объекта и его скорости посредством цифровой фотокамеры
6. Способ определения суммарных потерь в активной области полупроводникового лазера
7. Двухволновой рециркуляционный дальномер
8. Дальномер на синхродетекторе
9. Стерео дальномер на цифровой фотокамере
10. Прозрачномер-газоанализатор
11. Двухволновой доплеровский дальномер
12. Способ определения прозрачности газовой рассеивающей среды
13. Способ определения порогового тока генерации полупроводникового лазера
14. Измеритель расстояний на цифровой фотокамере для криминалистических экспертиз
15. Способ определения дальности до объекта, его высоты и ширины
16. Измеритель расстояний на цифровой фотокамере
17. Нефелометр на двухволновом лазере
18. Измеритель прозрачности и концентрации выбросов на двухволновом лазере
19. Дальномер на цифровой фотокамере
20. Измеритель расстояний на цифровой фотокамере
21. Способ определения дальности до объектов и их высот
22. Рециркуляционный дальномер
23. Лазерная диагностическая система
24. Устройство контроля одномодового режима работы полупроводникового лазера
25. Устройство управления длиной волны излучения терагерцового полупроводникового лазера
26. Импедансный способ дефектоскопии объектов
27. Способ акустической дефектоскопии
28. Способ определения дальности до объекта и его скорости
29. Измеритель расстояний
30. Способ контроля одномодового режима работы полупроводникового лазера
31. Способ измерения дальности до объекта

## Публикации

### Монография
- Козлов В. Л., Измерительные и диагностические системы на основе двухволновых полупроводниковых лазеров. //Козлов В. Л., Кугейко М. М. Мн.: БГУ, 2010. – 175 с.

### Статьи
- - В. Л. Козлов. Использование эффекта Доплера для измерения дальности //Вестник БГУ. Серия 1, Физика. Математика. Информатика. - 2012. - №3. - С. 36-40.
- - В. Л. Козлов Методы построения двухчастотных оптических измерителей параметров движения с высоким пространственно-временным разрешением // Вестник БГУ. №1, 2010. С.
- - Козлов В.Л., Кугейко М. М. Измерительные и диагностические системы на основе двухволновых полупроводниковых лазеров // Электроника. №10 – 2006, с.39–43.